# Iker Kortajarena
Iker Kortajarena Canellada (Oiartzun, 21 giugno 2000) è un calciatore spagnolo, centrocampista dell'Huesca.

## Carriera
Kortajarena è cresciuto nel settore giovanile della Real Sociedad, ed ha debuttato con la formazione C il 16 febbraio 2019 nell'incontro di Tercera División pareggiato 0-0 contro il Beasain. Ha segnato il suo primo gol il 13 aprile successivo, contro il Pasaia.
Il 4 settembre 2021 ha debuttato con la formazione B sostituendo Luca Sangalli nella trasferta di Segunda División persa 1-0 contro il FC Cartagena. Nella stagione successiva, con il club retrocesso in terza divisione, ha giocato con maggior frequenza disputando 33 incontri e segnando 6 reti.
Il 29 giugno 2023 ha firmato un biennale con l'Huesca.

## Statistiche

### Presenze e reti nei club
Statistiche aggiornate al 21 dicembre 2024.
| Stagione               | Squadra                | Campionato             | Campionato | Campionato | Coppe nazionali | Coppe nazionali | Coppe nazionali | Coppe continentali | Coppe continentali | Coppe continentali | Altre coppe | Altre coppe | Altre coppe | Totale | Totale | Totale |
| Stagione               | Squadra                | Comp                   | Pres       | Reti       | Comp            | Pres            | Reti            | Comp               | Pres               | Reti               | Comp        | Pres        | Reti        | Pres   | Reti   |        |
| ---------------------- | ---------------------- | ---------------------- | ---------- | ---------- | --------------- | --------------- | --------------- | ------------------ | ------------------ | ------------------ | ----------- | ----------- | ----------- | ------ | ------ | ------ |
| 2018-2019              | Real Sociedad C        | TD                     | 5          | 1          | -               | -               | -               | -                  | -                  | -                  | -           | -           | -           | 5      | 1      |        |
| 2019-2020              | Real Sociedad C        | TD                     | 19         | 2          | -               | -               | -               | -                  | -                  | -                  | -           | -           | -           | 19     | 2      |        |
| 2020-2021              | Real Sociedad C        | TD                     | 26         | 9          | -               | -               | -               | -                  | -                  | -                  | -           | -           | -           | 26     | 9      |        |
| 2021-2022              | Real Sociedad C        | SDR                    | 38         | 6          | -               | -               | -               | -                  | -                  | -                  | -           | -           | -           | 38     | 6      |        |
| Totale Real Sociedad C | Totale Real Sociedad C | Totale Real Sociedad C | 78         | 18         |                 | -               | -               |                    | -                  | -                  |             | -           | -           | 78     | 18     |        |
| 2021-2022              | Real Sociedad B        | SD                     | 6          | 0          | -               | -               | -               | -                  | -                  | -                  | -           | -           | -           | 6      | 0      |        |
| 2022-2023              | Real Sociedad B        | PF                     | 33         | 6          | -               | -               | -               | -                  | -                  | -                  | -           | -           | -           | 33     | 6      |        |
| Totale Real Sociedad B | Totale Real Sociedad B | Totale Real Sociedad B | 39         | 6          |                 | -               | -               |                    | -                  | -                  |             | -           | -           | 39     | 6      |        |
| 2023-2024              | Huesca                 | SD                     | 28         | 2          | CR              | 3               | 1               | -                  | -                  | -                  | -           | -           | -           | 31     | 3      |        |
| 2024-2025              | Huesca                 | SD                     | 17         | 1          | CR              | 1               | 0               | -                  | -                  | -                  | -           | -           | -           | 18     | 1      |        |
| Totale Huesca          | Totale Huesca          | Totale Huesca          | 45         | 3          |                 | 4               | 1               |                    | -                  | -                  |             | -           | -           | 49     | 4      |        |
| Totale carriera        | Totale carriera        | Totale carriera        | 162        | 27         |                 | 4               | 1               |                    | -                  | -                  |             | -           | -           | 166    | 28     |        |